# Metacity
Metacity – opensource’owy menedżer kompozycji okien, używany standardowo w środowisku GNOME od wersji 2.2. Prace nad aplikacją rozpoczął Havoc Pennington. Program korzysta z GTK+ i dostępny jest na licencji GNU GPL.
Metacity powstało jako konserwatywny, przyjazny menedżer okien bez zaawansowanych efektów graficznych i jako takie zastąpiło w GNOME wcześniej wykorzystywane menedżery Enlightenment i Sawfish. Aplikacja jest słabo konfigurowalna, ale istnieją jej rozszerzenia jak Brightside.